# Ricky Nelson

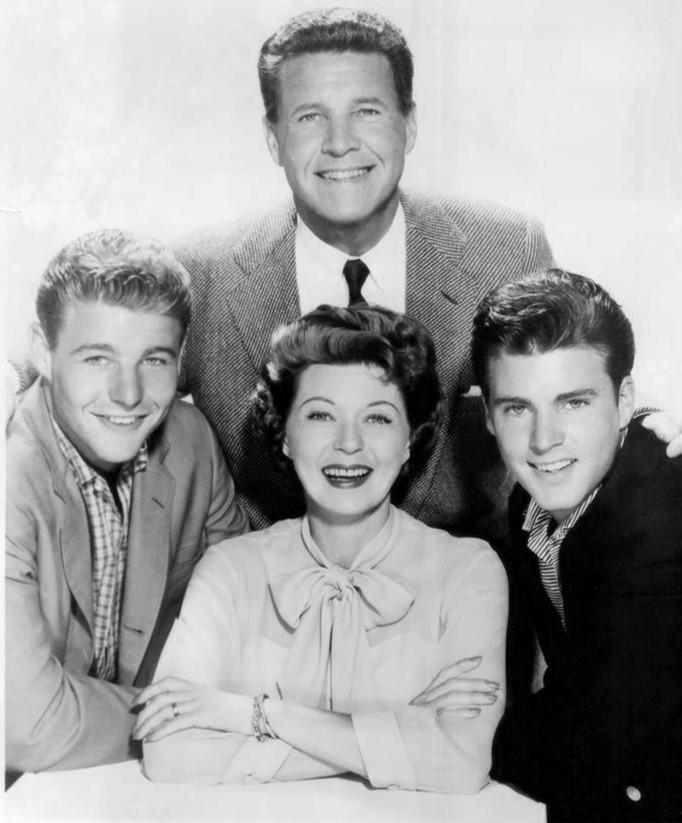
Familjen Nelson 1960 (Rick Nelson längst till höger).

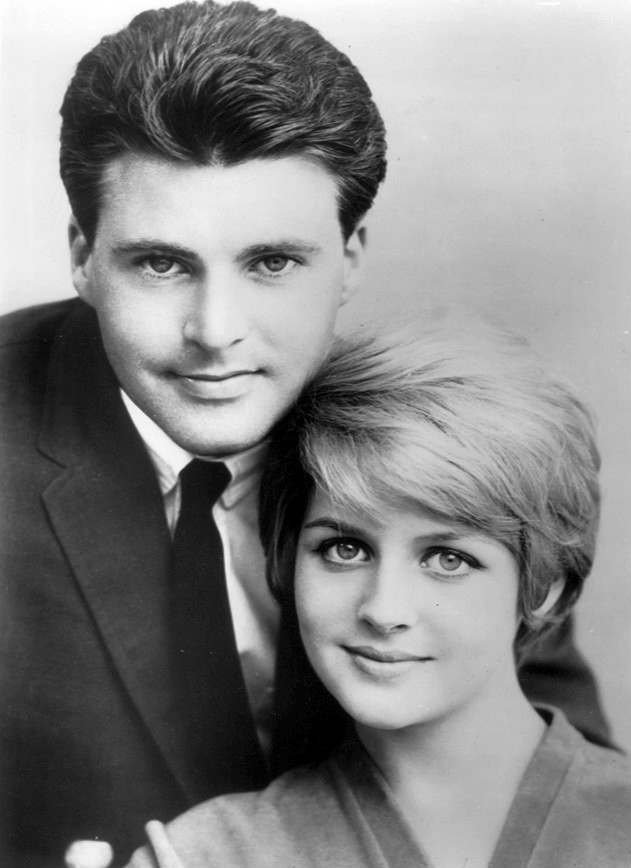
Ricky och hustrun Kristin Nelson 1964.

Ricky Nelson, ursprungligen Eric Hilliard Nelson (från 1961 "Rick"), född 8 maj 1940 i Teaneck i Bergen County, New Jersey, död 31 december 1985 i DeKalb i Bowie County, Texas, var en amerikansk rockartist och skådespelare.

## Biografi
Ricky Nelson hade sin storhetstid under det sena 1950-talet och tidiga 60-talet. Bland hans största hits kan nämnas "I'm Walkin'", "Stood Up", "Poor Little Fool", "Travelin' Man", "Hello Mary Lou", "Young World", "Teen Age Idol" och "Garden Party".
Nelson gästspelade i tv-serier som San Francisco, McCloud och Kärlek ombord. År 1979 var han gäst i den direktsända komedishowen Saturday Night Live.
Ricky Nelson omkom i en flygolycka på nyårsafton 1985 tillsammans med sitt band. Han har en stjärna på Hollywood Walk of Fame.
Ricky Nelsons farfars föräldrar var födda i Sverige.

## Diskografi
Studioalbum
- Ricky (1957)
- Ricky Nelson (1958)
- Ricky Sings Again (1959)
- Songs By Ricky (1959)
- More Songs By Ricky (1960)
- Ricky Is 21 (1961)
- Album Seven by Rick (1962)
- It's Up to You (1963)
- For Your Sweet Love (1963)
- A Long Vacation (1963)
- Sings "For You" (1963)
- The Very Thought of You (1964)
- Spotlight on Rick (1964)
- Best Always (1965)
- Love and Kisses (1965)
- Bright Lights And Country Music (1966)
- Country Fever (1967)
- Another Side of Rick (1967)
- Perspective (1968)
- Rick Sings Nelson (1970)
- Rudy the Fifth (1971)
- Garden Party (1972)
- Windfall (1974)
- Intakes (1977)
- Playing to Win (1981)
- Memphis Sessions (1986)

Livealbum
- In Concert at the Troubadour (1970)
- Live - The Collection (1989)
- Live at The Aladdin (1979) (1991)

Samlingsalbum
- Best Sellers (1963)
- Million Sellers (1963)
- All My Best (1986) (nyinspelningar)
- The Best of Rick Nelson Vol. 2 (1991) (innehåller tidigare outgivet material)
- Stay Young (1976 - 1979) (1993) (innehåller tidigare outgivet material)
- The American Dream (1957 - 1962) (2001) (6-CD Box)
- For You (1963-1969) (2008) (6-CD Box)
- The Last Time Around (1970-1982) (2010) (7-CD Box)

## Filmografi  i urval
- Here Come the Nelsons (1952)
- The Adventures of Ozzie & Harriet (1952-1966) (TV-serie)
- Störst är kärleken (1953; The Story of Three Loves)
- Rio Bravo (1959)
- The Wackiest Ship in the Army (1960)
- Love and Kisses (1965)

## Galleri

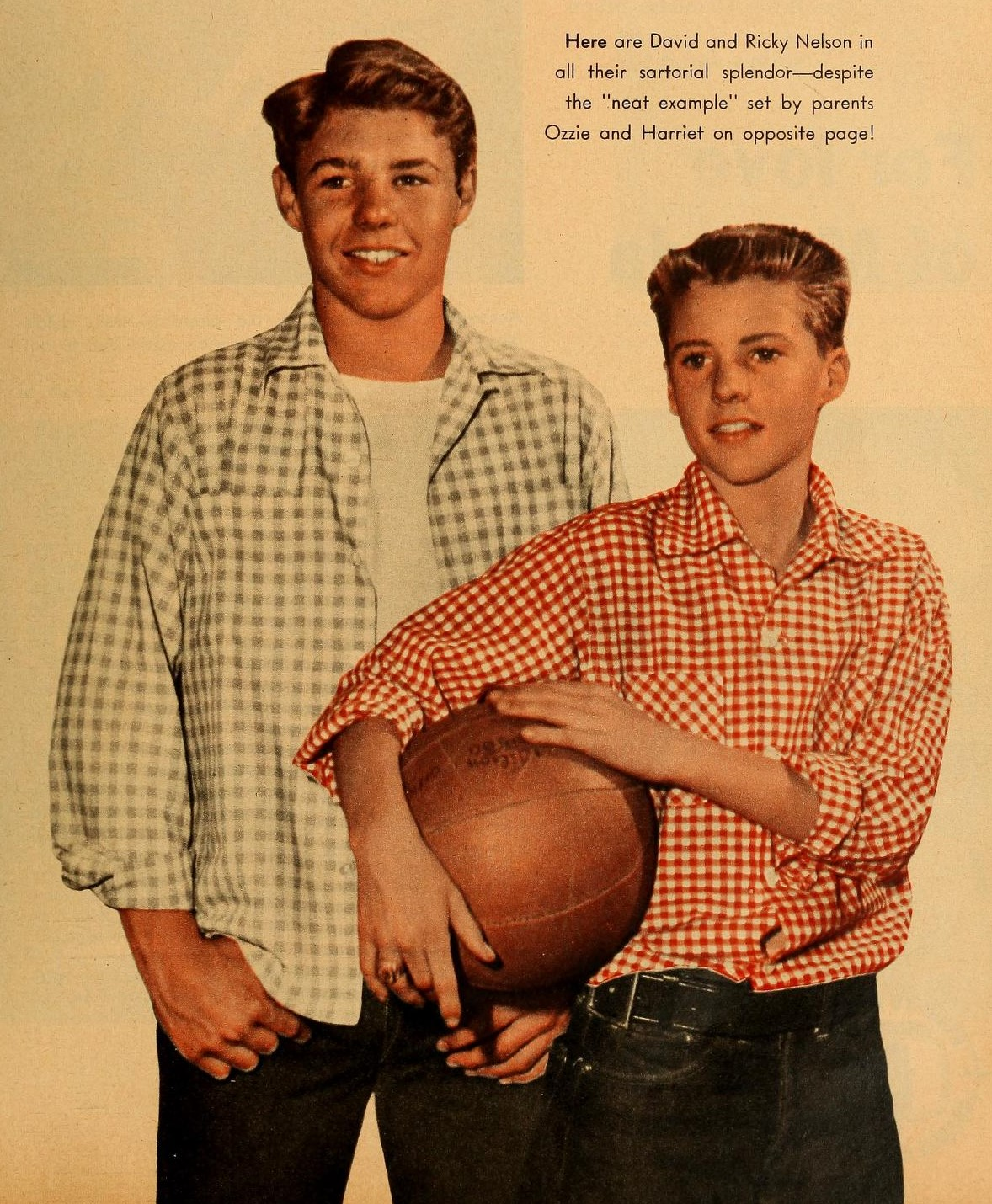
David Nelson och Ricky Nelson i The Adventures of Ozzie and Harriet 1953.
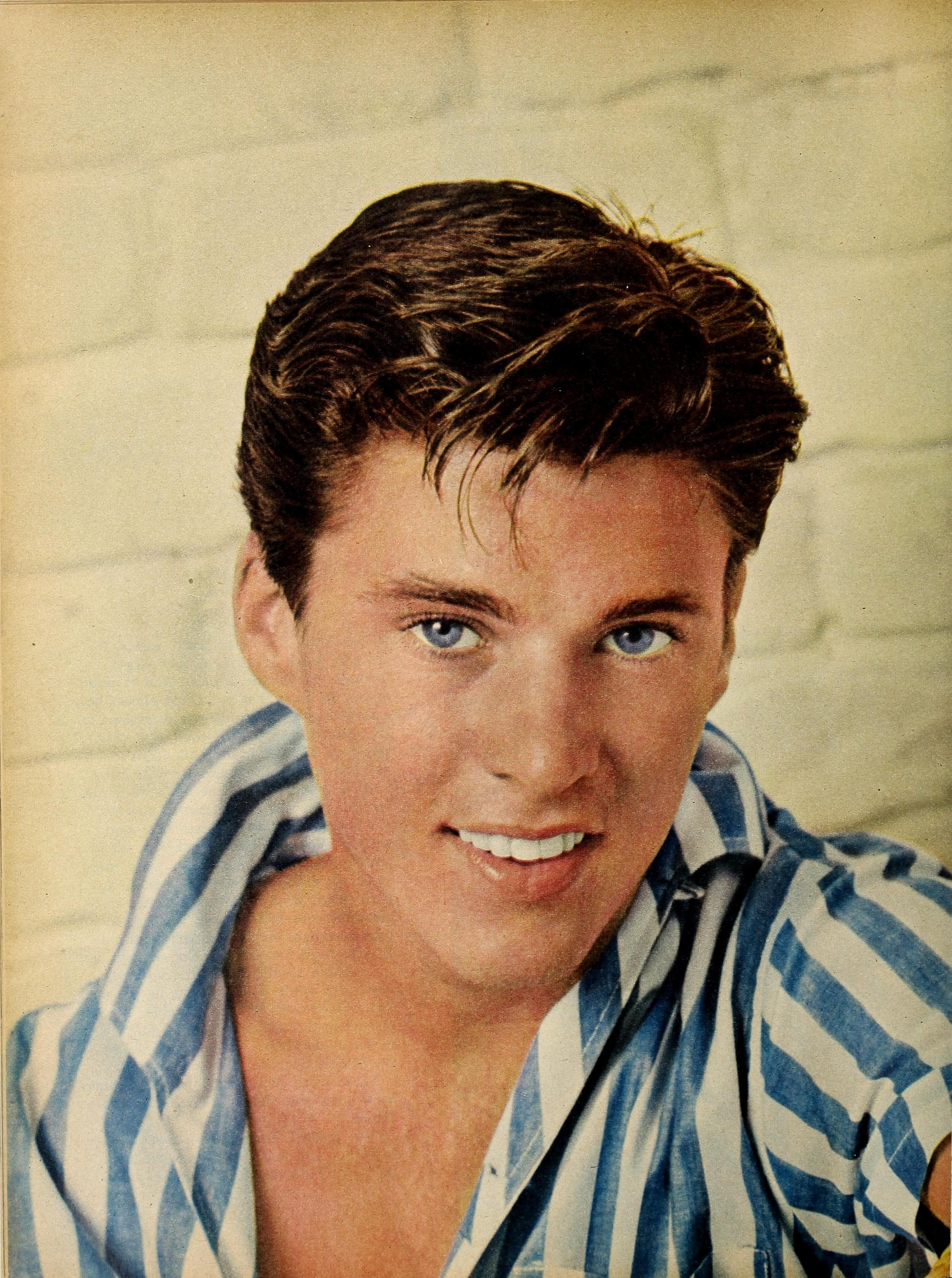
Ricky Nelson 1958.
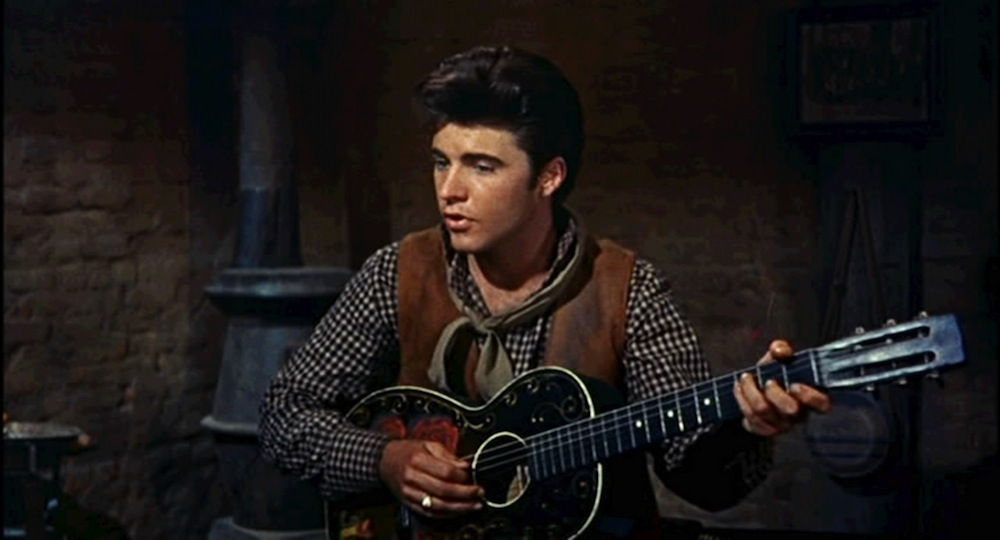
Ricky Nelson i filmen Rio Bravo 1959.
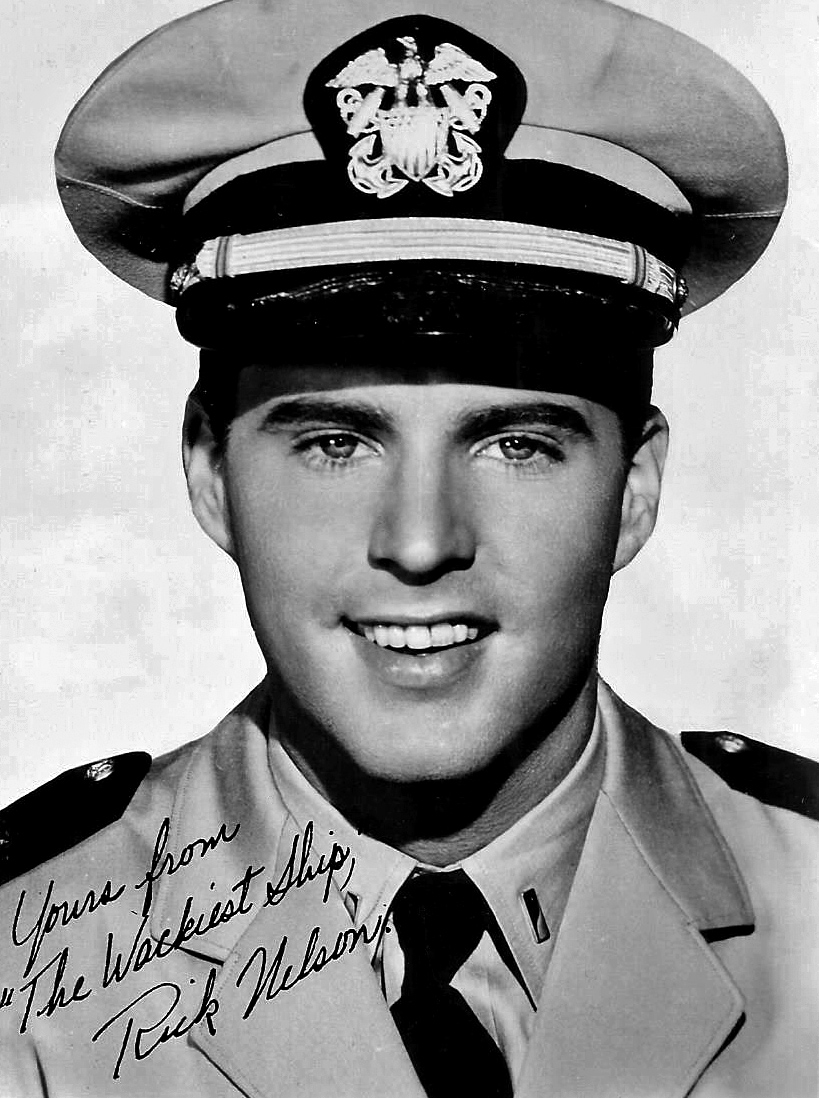
Ricky Nelson 1960.
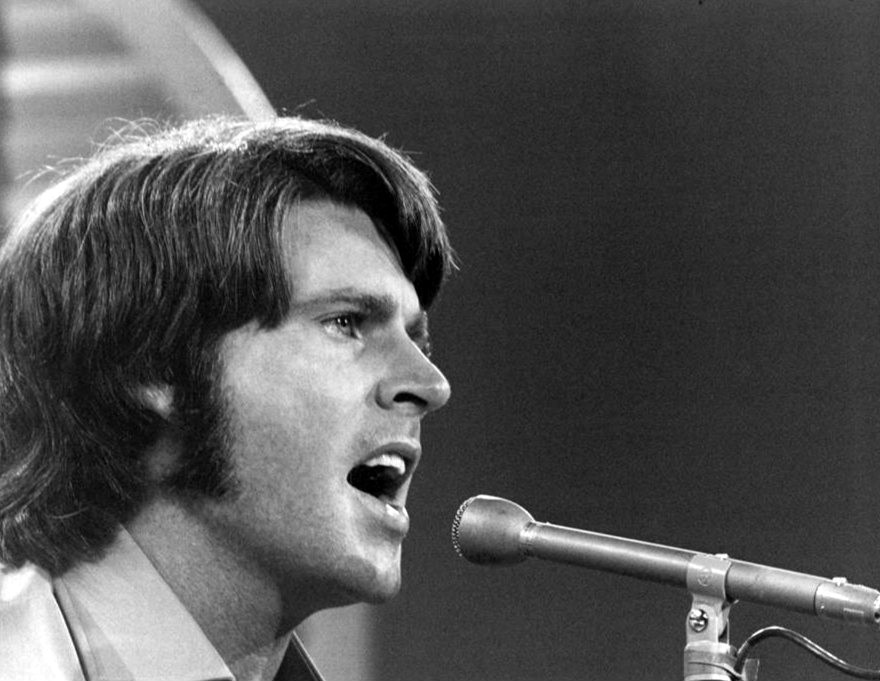
Rick Nelson 1970.
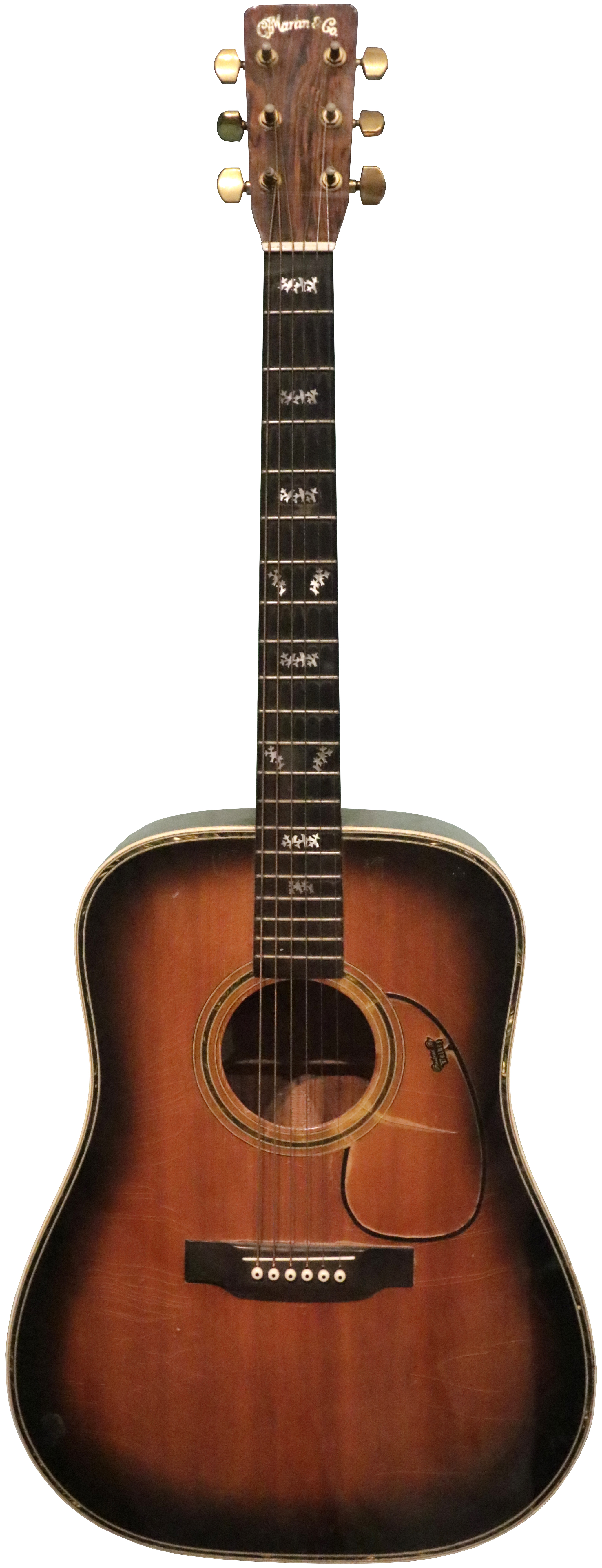
Martin D-28, Ricky Nelsons gitarr på The Rock and Roll Hall of Fame, Cleveland, Ohio.